# トークプロレスD-DAY
トークプロレスD-DAY（トークプロレスディーデイ）は、文化放送の日曜夜の時間帯で、1989年10月15日から1991年10月6日まで放送されていたラジオ番組。
討論、トークを中心とした番組。

## 概要
大学生をリスナー層の中心に設定した番組。毎週、政治や世間の関心事から人生、流行、学生生活、家庭生活や俗な話など、あらゆる事柄からテーマを決め、リスナーから電話とFAXでそのテーマに対する意見を募集していた。また、直接意見を言いたい人たちのために、スタジオも開放してリスナー、学生たちを迎え入れていた。『君は国のために死ねるか』『学生のくせに車が必要か』『君は戦争の話を聞いたことがありますか』『結婚したがっているのは男か女か』『この国は本当に男女平等社会か』など、反響が大きかったテーマについては2週にわたって同じテーマで放送したり、日を改めて同じテーマで行った回もあった。
放送批評懇談会によって第27回奨励賞に、本番組の前番組にあたる『落合恵子のちょっと待ってMONDAY』と共に選ばれている。

## 放送時間
- 日曜20:00 - 21:30 （1989年10月15日 - 1990年4月8日）
- 日曜22:30 - 24:20 （1990年4月15日 - 1990年10月7日）
- 日曜22:30 - 24:00 （1990年10月14日 - 1991年10月6日）

## パーソナリティ
- TETSU（杉原徹） （1989年10月15日 - 1990年10月7日）※1991年7月14日にも代役で出演
- 山本コウタロー （1990年10月14日 - 1991年10月6日）※1991年7月14日を除く

## 主なゲスト
- 大竹まこと
- 戸井十月
- 舛添要一
- 竹中直人
- 内田春菊
- みうらじゅん
- 春日了
- 池田裕子
- 福島瑞穂
- 辻元清美
- 山中伊知郎
- 加納典明
- あいはら友子
他

## 放送リスト

### 1989年
| 回数 | 放送日   | テーマ                          | ゲスト       |
| ---- | -------- | ------------------------------- | ------------ |
| 1    | 10月15日 | 大学生はバカか?                 |              |
| 2    | 10月22日 | 男と女どっちがH?                |              |
| 3    | 10月29日 | 君は国のために死ねるか          | 舛添要一     |
| 4    | 11月5日  | いま女は本当にのさばっているか? |              |
| 5    | 11月12日 | 田舎者、東京から去れ!!          | みうらじゅん |
| 6    | 11月19日 | 親の七光は利用すべきか?         |              |
| 7    | 11月26日 | いい大学は本当にトクか?         |              |
| 8    | 12月3日  | 結婚相手は性格か?金か?          |              |
| 9    | 12月10日 | 君は"君が代"を素直に歌えるか?   |              |
| 10   | 12月17日 | 君は国のために死ねるか          |              |
| 11   | 12月24日 | 処女はいつまで守るべきか        | 舛添要一     |

### 1990年
| 回数 | 放送日   | テーマ                                            | ゲスト                         |
| ---- | -------- | ------------------------------------------------- | ------------------------------ |
| 12   | 1月7日   | 歌番組はこのままでいいか!                         |                                |
| 13   | 1月14日  | 日本語はこのままでいいのか?                       | 前田武彦                       |
| 14   | 1月21日  | 男性誌に未来はあるか?                             |                                |
| 15   | 1月28日  | 君はなぜ本音で生きていないのか?                   |                                |
| 16   | 2月4日   | 美人は性格が悪いか                                | あいはら友子                   |
| 17   | 2月11日  | 君は選挙に行くか?                                 |                                |
| 18   | 2月25日  | 若い男は腰抜けか!?                                |                                |
| 19   | 3月4日   | 離れていても愛は続くか                            | 池田裕子、春日了               |
| 20   | 3月11日  | まともな先生見たことあるか?                       |                                |
| 21   | 3月18日  | 仕送りは当然か!?                                  |                                |
| 22   | 3月25日  | モテる男とモテない男どこが違うか?                 |                                |
| 23   | 4月1日   | 超能力はインチキじゃんか                          | 田口真堂                       |
| 24   | 4月8日   | 男女共学イイか?ワルイか?                          |                                |
| 25   | 4月15日  | 関西人は許せるか                                  | 藤井昇、みうらじゅん           |
| 26   | 4月22日  | 日本の女はしり軽か!?                              | 福島瑞穂、春日了               |
| 27   | 4月29日  | 君は誰に心を開いているか                          | 保坂展人、田村正敏、山中伊知郎 |
| 28   | 5月6日   | 一人暮らしはつらいかおいしいか                    | 高木繁                         |
| 29   | 5月13日  | 日本に生まれてよかったか                          |                                |
| 30   | 5月20日  | オレの酒が飲めないか!                             | 辻元清美、桑名正博             |
| 31   | 5月27日  | 就職・一流企業以外はおいしくないか                |                                |
| 32   | 6月3日   | ダイエットで幸せになれるか                        |                                |
| 33   | 6月10日  | 浪人・人生のプラスかマイナスか                    |                                |
| 34   | 6月17日  | 浮気してもバレなきゃいいか!?                      |                                |
| 35   | 6月24日  | 学生のくせに車が必要か                            |                                |
| 36   | 7月1日   | 君はだれかをぶん殴ったことがあるか!?              | 加納典明                       |
| 37   | 7月8日   | 電話の長いやつァバカか!?                          | 関谷透、山中伊知郎             |
| 38   | 7月15日  | 学生のくせに車が必要か・学生のくせにアゲイン      |                                |
| 39   | 7月22日  | タスマニア・天と地と なんかひとこと言うことないか |                                |
| 40   | 7月29日  | 20歳で童貞どこが悪い!!                            | あいはら友子                   |
| 41   | 8月5日   | 君は戦争の話を聞いたことがありますか              | 辻元清美                       |
| 42   | 8月12日  | 君は戦争の話を聞いたことがありますか              | 沢地久枝                       |
| 43   | 8月19日  | セックスアピールってなんだろう                    | 春日了                         |
| 44   | 8月26日  | B型の女最低か                                     | KAN、福島瑞穂、富家孝、関谷透  |
| 45   | 9月2日   | アメリカが好きですか                              | 石井苗子、山中伊知郎           |
| 46   | 9月9日   | 英語しゃべれてなんぼのもんじゃん                  | 三宅博子                       |
| 47   | 9月16日  | 女はバカが可愛いか                                | 加納典明、池田裕子             |
| 48   | 9月23日  | なんと言われりゃぐさりとくるか                    | 三本和彦                       |
| 49   | 9月30日  | アルバイトは学生の必修科目か                      | 李東圭                         |
| 50   | 10月7日  | 手紙と電話どっちが愛が伝わるか                    |                                |
| 51   | 10月14日 | 巨人ファンの目はなぜにごっているか                |                                |
| 52   | 10月21日 | 男のやきもちと女のやきもちどっちがコワイ          |                                |
| 53   | 10月28日 | 中東危機、自衛隊のお出かけは正しいか              |                                |
| 54   | 11月4日  | 君は高級ブランドのバッグが踏めるか?               |                                |
| 55   | 11月11日 | デート代 男が払って当然か                         |                                |
| 56   | 11月18日 | 目玉焼き、しょう油とソースどっちが正しいか        |                                |
| 57   | 11月25日 | カラオケがなけりゃ飲み会は盛り上がらないか        |                                |
| 58   | 12月2日  | 人生結局金がすべてか                              |                                |
| 59   | 12月9日  | 突然ですが犬と猫どっちが好きですか                |                                |
| 60   | 12月16日 | イブと誕生日どっちに気合が入るか                  |                                |
| 61   | 12月23日 | 一人暮らしと自宅、どっちが遊びたおしているか      |                                |
| 62   | 12月30日 | 今年の日本人は優しかったか                        | あいはら友子                   |

### 1991年
| 回数 | 放送日  | テーマ                                       | ゲスト                     |
| ---- | ------- | -------------------------------------------- | -------------------------- |
| 63   | 1月6日  | 生まれ変わるなら男がいいか女がいいか         | 佐藤直子                   |
| 64   | 1月13日 | 結婚したがっているのは男か女か               |                            |
| 65   | 1月20日 | 結婚したがっているのは男か女か               | 板本洋子                   |
| 66   | 1月27日 | 占いを信じるヤツはまだまだ子供か             |                            |
| 67   | 2月3日  | 大学卒業してなきゃ世の中渡りづらいか         |                            |
| 68   | 2月10日 | バレンタイン・踊らされているのは男か女か     |                            |
| 69   | 2月17日 | 金持ちの一人っ子は最低か                     |                            |
| 70   | 2月24日 | 年中ヒマこいているヤツはみっともないか       | 早見優                     |
| 71   | 3月3日  | 君の受けた性教育は正しかったか               |                            |
| 72   | 3月10日 | 結婚したがっているのは男か女か               |                            |
| 73   | 3月17日 | 結婚しなきゃ困るのは男か女か                 |                            |
| 74   | 3月24日 | フリーターは日本を滅ぼすか                   |                            |
| 75   | 3月31日 | 低血圧ぶる女は許せるか                       |                            |
| 76   | 4月7日  | 君は一生東京に住みたいか                     |                            |
| 77   | 4月14日 | 大学生・サークルに入りゃそんなに楽しいか     |                            |
| 78   | 4月21日 | 恋愛・束縛されるのは仕方のないことか         |                            |
| 79   | 4月28日 | 時間にルーズなヤツにもいいところがあるか     |                            |
| 80   | 5月5日  | だれの解散・引退で泣きましたか               |                            |
| 81   | 5月12日 | 女に手をあげる男は最低か                     |                            |
| 82   | 5月19日 | 今年の大学1年生かわいげないというのは本当か  |                            |
| 83   | 5月26日 | この国は本当に男女平等社会か                 | 福島瑞穂、マリー・コクラン |
| 84   | 6月2日  | 第一印象で人を判断できるか                   |                            |
| 85   | 6月9日  | マザコン野郎は言い訳が多いか                 |                            |
| 86   | 6月16日 | 君は言葉遣いに自信があるか                   |                            |
| 87   | 6月23日 | 努力は必ず報われるか                         |                            |
| 88   | 6月30日 | 女子大生とおばさんどっちが無礼か             |                            |
| 89   | 7月7日  | 1度に2人を愛せますか                         |                            |
| 90   | 7月14日 | 君の生活はカード様々か                       |                            |
| 91   | 7月21日 | 処女と童貞見ればわかるか                     |                            |
| 92   | 7月28日 | まさかの場合、親をとるか、恋人をとるか       |                            |
| 93   | 8月4日  | 胸の大きい女はバカというのは本当か           |                            |
| 94   | 8月11日 | 戦争の話を聞いたことがありますか             |                            |
| 95   | 8月18日 | 君はおばけを信じるか                         |                            |
| 96   | 8月25日 | 女に嫌われる男に共通点はあるか               |                            |
| 97   | 9月1日  | 人生つらいこととうれしいこととどっちが多いか |                            |
| 98   | 9月8日  | 一生結婚しないでも、かまわないですか         |                            |
| 99   | 9月15日 | 君の人生の絶頂はいつだと思いますか           |                            |
| 100  | 9月22日 | この国は本当に男女平等社会か                 |                            |
| 101  | 9月29日 | 君は一生やり続けたいことがあるか             |                            |
| 102  | 10月6日 | ラジオはもう若者に見放されたか               |                            |